# Daniel Heintz der Ältere
Daniel Heintz der Ältere (* um 1530–35 in Alagna, Piemont; † 1596 in Bern) war ein Baumeister, Architekt und Bildhauer der Nachgotik und der Renaissance.

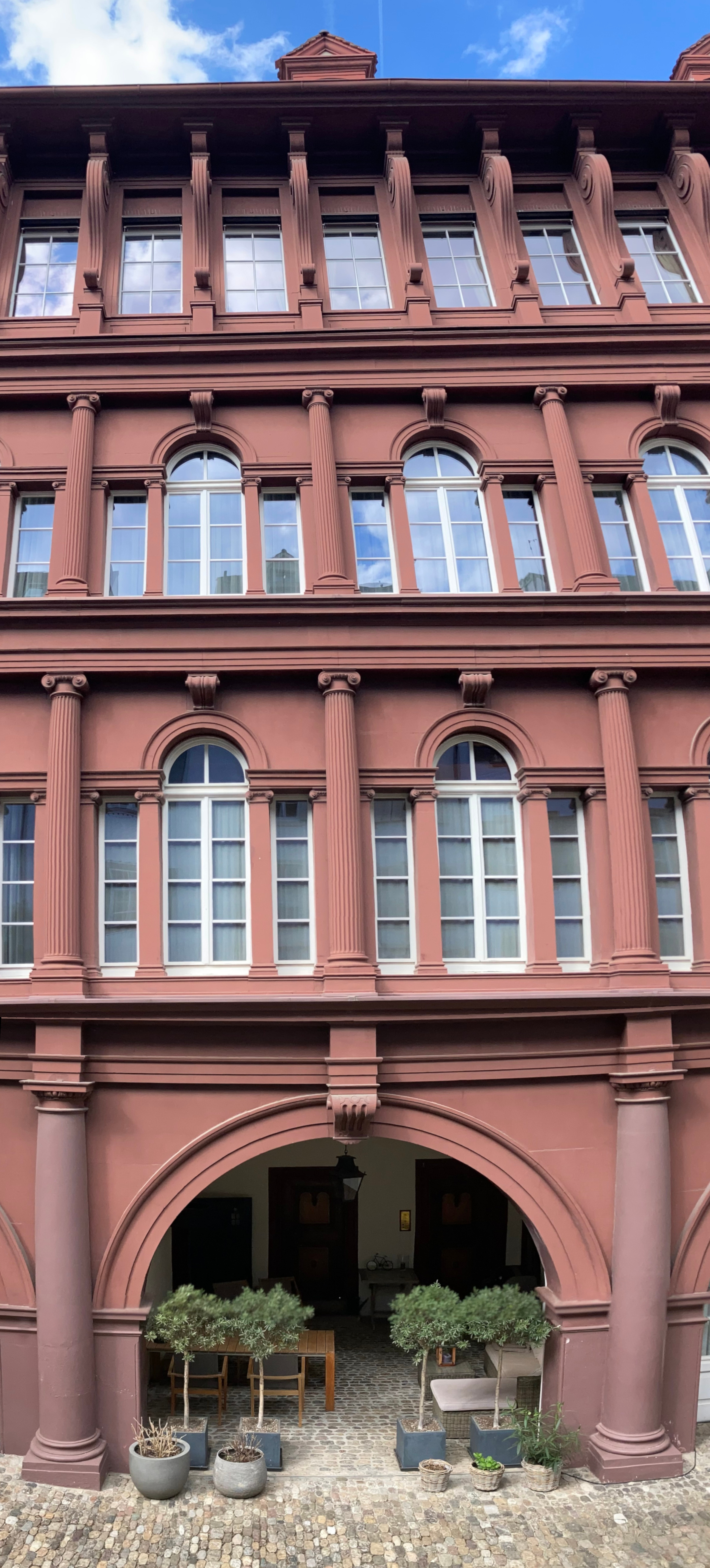
Spiesshof, Gliederung der Fassade

Heintz war vorwiegend in Basel und Bern tätig. 1559 wurde er Bürger von Basel und 1591 Burger von Bern. Er schuf nachweislich 1580 den Abendmahltisch im Basler Münster, 1581/82 Treppen im Basler Rathaus mit Justizia-Figur und den Spiesshof. Das Zunfthaus zu Weinleuten in Basel wird ihm zugeschrieben. In Bern wurde 1571–1574 das Mittelschiffgewölbe des Münsters unter seiner Leitung gebaut. Daneben schuf er den (1864 abgebrochenen) Renaissancelettner und die 1575 datierte Justitia-Figur am Münsterportal (heute Historisches Museum Bern). 1588 zog er definitiv nach Bern und übernahm dort das Amt des städtischen Werkmeisters.